# Pobrđe (gmina Raška)
Pobrđe (cyr. Побрђе) – wieś w Serbii, w okręgu raskim, w gminie Raška. W 2011 roku liczyła 429 mieszkańców.